# پارک ملی جنگل‌های ایغنه‌آدا
پارک ملی جنگل‌های ایغنه‌آدا (ترکی استانبولی: İğneada Longoz Ormanları Milli Parkı) یک پارک ملی در استان قرقلرایلی کشور ترکیه است.